# Amegilla spilostoma
Amegilla spilostoma es una especie de abeja excavadora perteneciente al género Amegilla, categorizada en la tribu Anthophorini, de la subfamilia Apinae.
Fue descrita científicamente por Cameron en 1905. Aparece registrada y publicada en una sección de On Some New Genera and Species of Hymenoptera from Cape Colony and Transvaal. Transactions of the South African Philosophical Society, Vol. 15 de 1905.

## Distribución
La especie se distribuye por África, en Zimbabue, Sudáfrica y Lesoto.